# Lothar Danner
Lothar Adolf Carl Danner (* 22. April 1891 in Schöneberg, damals gelegen im Landkreis Teltow; † 2. Februar 1960 in Hamburg) war ein deutscher Politiker der SPD.

## Leben und Beruf
Danner legte 1909 in Köln das Abitur ab und schlug danach die Laufbahn eines Berufssoldaten ein. Von 1914 bis 1918 nahm er am Ersten Weltkrieg teil, wo er schwere Kriegsverletzungen erlitt und mit dem Eisernen Kreuz I. und II. Klasse ausgezeichnet wurde. Am Kriegsende gründete er einen Soldatenrat und wurde Delegierter für die 7. Armee zum Ersten Reichsrätekongress im Dezember 1918 in Berlin, wo er der SPD-Fraktion angehörte.
Ende März 1919 schied Danner aus der Deutschen Armee als Generalstabsoffizier aus, wechselte umgehend in den Hamburger Polizeidienst und wurde im gleichen Jahr Mitglied der SPD. Als Polizeibeamter hatte er während der Weimarer Republik hohe Positionen in der Hamburgischen Landespolizei inne:  Nachdem er die Schutzmannschaft der Hamburger Polizei kommandiert hatte, wurde er im März 1920 Stabschef der Sicherheitswehren und wechselte Anfang Juli 1920 zur Ordnungspolizei. Ab dem 23. Oktober 1923, also am Tag des Beginns des Hamburger Aufstandes, leitete er als Polizeioberstleutnant die Ordnungspolizei. Danner wurde Anfang Juli 1924 zum Polizeioberst befördert und blieb bis Anfang März 1933 Chef der Hamburger Ordnungspolizei.
Bis 1933 hatte „Oberst Danner“, wie er in der Fachpresse meistens genannt wurde, auch als Sportfunktionär eine Rolle gespielt. Er war bis zum 6. März 1933 Vorsitzender der SVgg. Polizei in Hamburg und hatte 1928 zu den drei Unterzeichnern eines Schreibens an den NFV-Bezirk Groß-Hamburg gehört, das die so genannte Fußball-Revolution auslöste. Kurz vor seiner Entlassung aus dem Polizeidienst warnte er öffentlich vor Benachteiligungen, die für diejenigen Vereine zu erwarten seien, die keinen „Wehrsport“ im Angebot hätten.
Nach der Machtübernahme der Nationalsozialisten wurde er im Zuge des Berufsbeamtengesetzes im Frühjahr 1933 entlassen. Anschließend war er bei Arnold Otto Meyer, einem Hamburger Handelsunternehmen, beschäftigt. Seinem 1942 gestellten Antrag auf Aufnahme in die Waffen-SS wurde nicht entsprochen. Während des Zweiten Weltkrieges leitete er zwischenzeitlich von Oktober 1942 bis Ende Dezember 1943 ein Sachgebiet beim Amt für kriegswichtigen Einsatz.

## Nachkriegszeit

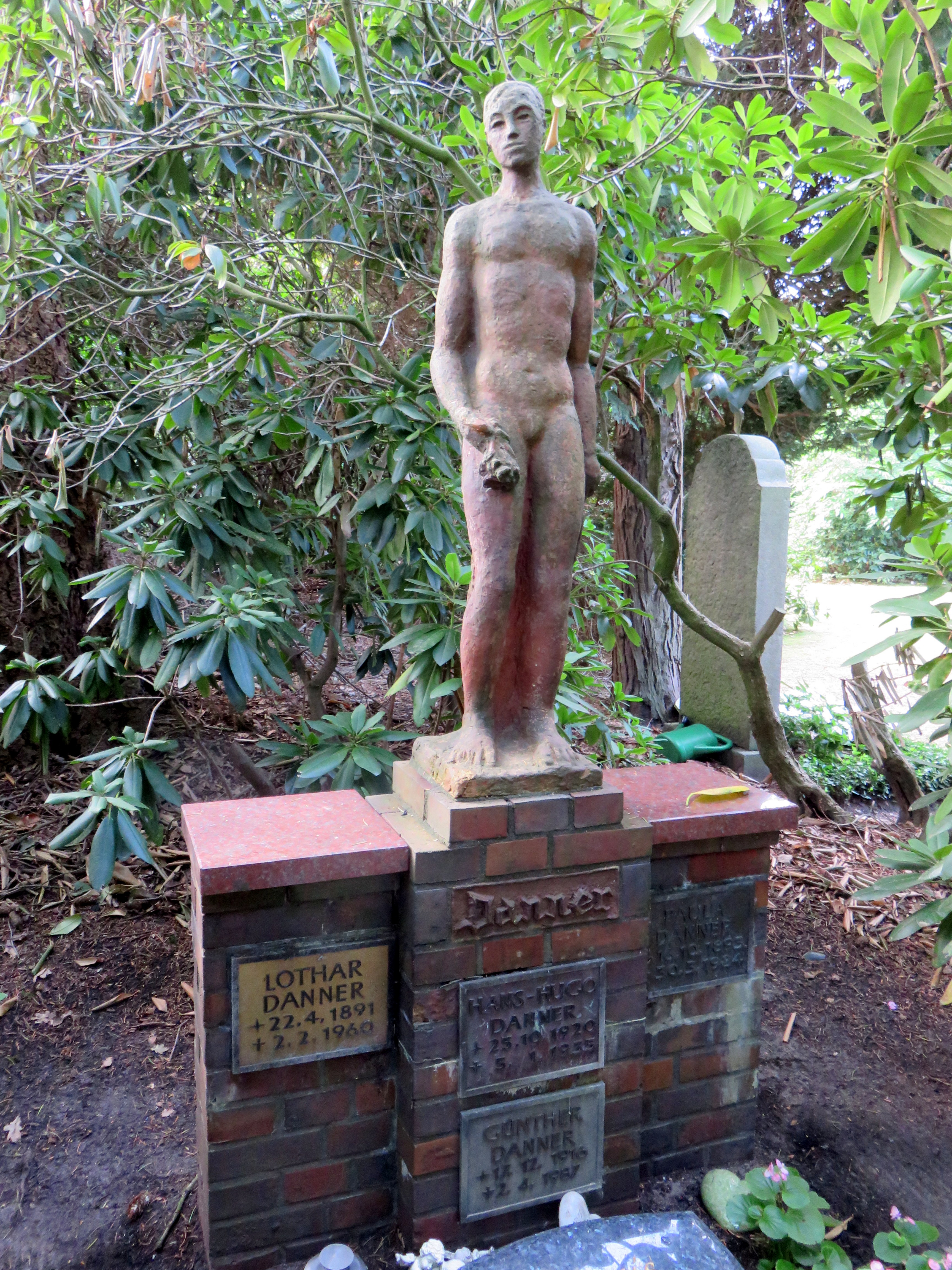
Grabstein für Lothar Danner auf dem Friedhof Ohlsdorf

Am 3. Mai 1945 führte er Brigadegeneral Douglas Spurling mit der 7. britischen Panzerdivision als Ortskundiger von Süden her über die Elbbrücken nach Hamburg, wo er der Übergabe der Stadt durch Karl Kaufmann im Hamburger Rathaus beiwohnte. Die britische Besatzungsmacht beauftragte in der Folge Danner mit dem Wiederaufbau einer demokratischen Polizei, bis er am 26. Mai 1945 in dieser Funktion von Bruno Georges abgelöst wurde.
Danach war er bis Ende November 1950 Präsident des Hamburger Verkehrsamts und gründete am 25. Mai 1950 den Bund für alkoholfreien Verkehr.
Nachdem er zuvor Staatsrat für Polizeiangelegenheiten war, zuständiger Senator war bis dahin der Erste Bürgermeister Max Brauer selbst, wurde Danner zum 1. Januar 1951 in den Senat der Freien und Hansestadt Hamburg gewählt, dieser entsandte ihn als Präses in die neugeschaffene Polizeibehörde. Nach dem Wahlsieg des bürgerlichen Hamburg-Blocks 1953 schied Danner aus dem Amt aus.
Danner gehörte vom Mai 1954, als er für Walter Dudek nachrückte, bis zu seinem Tode der Hamburgischen Bürgerschaft an.
Auf dem Friedhof Ohlsdorf in Hamburg befindet sich bei Planquadrat K 6 an der Bergstraße gegenüber dem Friedhofsmuseum für Lothar Danner und seine Familie ein Ziegel-Grabstein mit Terrakotta-Skulptur.

## Ehrungen
- Nach Danner ist seit dem 21. September 1964 die Dannerallee in Hamburg-Horn benannt.[1]

- Im Andenken an Danner vergibt der Bund gegen Alkohol und Drogen im Straßenverkehr seit 1975 jährlich die Senator-Lothar-Danner-Medaille für Verdienste um die Sicherheit im Straßenverkehr.

## Veröffentlichungen
- Ordnungspolizei Hamburg – Betrachtungen zu ihrer Geschichte 1918–1933, Verlag Deutsche Polizei, 1958.